# Vino el amor (telenovela)
Vino el amor (L'Ivresse de l'amour) est une telenovela mexicaine diffusée entre le 8 août 2016 et le 19 février 2017 sur Las Estrellas,. Elle est diffusée sur Novelas TV entre le 12 avril 2017 et le 26 octobre 2017, sur IDF1 entre le 12 février 2018 et le 22 mai 2018, le 20 février 2018 sur les chaînes ATV Guadeloupe, Martinique, Guyane et le 12 avril 2018 sur Antenne Réunion.

## Synopsis
L’histoire de Luciana, une magnifique jeune femme, rebelle, qui après avoir été expulsée pendant plusieurs années avec son père au Mexique, revient à Sonoma, en Californie, pour retrouver sa famille qui travaille dans le vignoble de Los Angeles. Par les fruits du hasard, elle arrive justement à un moment où le propriétaire des vignobles, David, est plongé dans une grande dépression après avoir perdu sa femme, Lisa. Une situation qui en a fait profiter sa belle-mère, Lilian et l’avocat du viticulteur pour détourner des fonds à leur profit. Depuis qu’il est veuf, David, est devenu un homme froid, rempli d’amertume, dur, renfermé sur lui-même. Grâce à son travail, il peut prendre soin de ses deux enfants, Fernanda et Bobby, avec qui il a pris un peu ses distances à cause de sa dépression. C’est Marta, leur nounou et aussi la mère de Luciana qui leur a donné tout l’amour et l’affection nécessaire. 
Au retour de Luciana, sa relation avec David commence brutalement. Elle est rebelle. Malgré cele, David est fasciné et rompt rapidement avec la solitude qui l’accable depuis un certain temps. David commence à faire comprendre à tous, le bien que lui procure Luciana. En se rendant compte de l’importance que Luciana a pour David, Lilian se sert de Fernanda, la fille de David, pour lui montrer que Luciana n’est qu’une intruse, et qu’elle n’est pas intéressée par son père, et qu’elle veut seulement prendre la place de sa mère. 
Luciana retrouve son meilleur ami d’enfance Miguel, qui maintenant, se charge des vignobles et qui reste fasciné par sa beauté. Ce qui paraissait être une relation idéale, est devenu quelque chose d’impossible, bien que derrière les plaintes constantes et les affrontements entre David et Luciana, une forte attraction est apparue entre eux. Lilian, la belle-mère de David, a pour principal but de convaincre son beau-fils de vendre le vignoble, non pas pour rester avec la fortune qui revient de droit à sa fille, mais pour connaître le montant de la vente. Pour cela, elle fait un pacte avec Juan et Graciela pour unir leurs forces et pour continuer à faire ce qu’ils souhaitent le plus : obtenir la fortune et les terres de David. 
Le charme et le charisme de Luciana opèrent puisqu’ils vont pousser David à ouvrir son cœur, et à tomber amoureux d’elle. Ce qui va le rendre plus proche de ses enfants, et ce qui va le faire abandonner l’idée de vendre ses terres. Luciana lui fait se rappeler l’amour qu’il a pour ses terres. Lorsque David commence à changer sa façon d’être et retrouve le sourire, Graciela, la sœur de sa défunte épouse, revient. C’est une femme qui a toujours été amoureuse de David, et qui peu à peu commence à gagner l’affection de ses enfants, Fernanda et Bobby, en faisant croire à David qu’elle est la clé pour former une famille. De son côté, les sentiments de Luciana seront partagés entre Miguel et David. Elle saura seulement à la fin, pour qui des deux hommes elle ressent l'amour le plus fort.

## Distribution
- Irina Baeva : Luciana Muñoz Estrada
- Gabriel Soto : Don David Robles Morán
- Cynthia Klitbo : Marta Estrada de Muñoz
- Azela Robinson : :Doña Lilian Palacios
- Kimberly Dos Ramos : Graciela Palacios †
- Christian de la Campa : Juan Téllez
- Mar Contreras : Susan O'Neal Williams
- Moisés Arizmendi : César Callejas
- Verónica Jaspeado : Sonia Ortiz
- Alejandro Ávila : Don Marcos Muñoz Pérez †
- Laura Carmine : Lisa Palacios de Robles †
- Juan Vidal : Brian Gutiérrez †
- José Eduardo Derbez : León Muñoz Estrada
- Gloria Aura : Perla Vidal †
- Raúl Coronado : Miguel Díaz
- Óscar Bonfiglio : Don Adolfo Ballesteros
- Sofía Castro : Fernanda Robles Palacios
- Mario Loría : Ramón Flores
- Luciano Zacharski : Carlos Flores "Tano"
- Yanet Sedano : Carolina González "Carito"
- Bárbara López : Érika Ballesteros †
- Juan Carlos Serrano : Mark Evans †
- Emilio Beltrán : Bobby Robles Palacios
- Rodolfo Valdés : Joselo

## Diffusion
- Las Estrellas (2016)
- Univision (2016)
- Canal 5 (2016)
- TCS Canal 4 (2016)
- Bolivisión (2016)
- Afrique Novelas TV (2017)
- IDF1 (2018)

## Versions
- La chúcara (TVN, 2014-2015)

### Sources
- (en) Cet article est partiellement ou en totalité issu de l’article de Wikipédia en anglais intitulé « Vino el amor » (voir la liste des auteurs).